# Sånger från Nedergården
Sånger från Nedergården är musikalbum av Eldkvarn, utgivet 1994 på EMI. 

## Låtlista
Alla låtar är skrivna och komponerade av Plura Jonsson. 
| Nr  | Titel                      | Kompositör | Notering                                                                     | Längd |
| --- | -------------------------- | ---------- | ---------------------------------------------------------------------------- | ----- |
| 1.  | In från regnet             |            |                                                                              | 5:26  |
| 2.  | Förgiftat blod             |            |                                                                              | 5:25  |
| 3.  | När mörkrets hjärta slår   |            | Tenorsaxofon: David Wilczewski Trombon: Nils Landgren Trumpet: Leif Lindvall | 5:55  |
| 4.  | Tempel av alkohol          |            |                                                                              | 2:56  |
| 5.  | Månen och solen            |            |                                                                              | 7:36  |
| 6.  | Peggie med trumman         |            | Oboe: Bengt Rosengren                                                        | 4:59  |
| 7.  | En man av hjärtat          |            | Dragspel: Bernt Andersson                                                    | 5:10  |
| 8.  | Ännu en kyss av elden      |            |                                                                              | 3:43  |
| 9.  | Vilken dag som helst       |            |                                                                              | 5:47  |
| 10. | Vänner                     |            | Dragspel: Bernt Andersson                                                    | 4:30  |
| 11. | Vid världens ände          |            |                                                                              | 8:13  |
| 12. | Ikväll stannar jag hos dig |            | Bas: Carla Jonsson Sång: Ebba Forsberg                                       | 4:01  |

## Medverkande
- Plura Jonsson - Sång, akustisk gitarr, munspel, stråkarrangemang (1-5, 7-12)
- Carla Jonsson - Gitarr, mandolin
- Tony Thorén - Bas
- Tommy Lydell - Piano, Hammondorgel, stråkarrangemang (1-5, 7-12)
- Magnus Persson - Trummor, percussion, vibrafon, stråkarrangemang (1-5, 7-12)
- Mats Holmquist - Stråkarrangemang (6)
- Jesper Lindberg - Dobro, banjo, steel guitar
- Ebba Forsberg - Körsång
- Maria Blom - Körsång
- Fredrik Andersson - Ljudtekniker
- Pontus Olsson - Mixning, ljudtekniker
- Peter Dahl - Mastring
- SNYKO - stråkar

## Listplaceringar
| Lista (1994) | Topplacering |
| ------------ | ------------ |
| Sverige      | 9            |